# Bandeira de Presidente Epitácio
A Bandeira de Presidente Epitácio, um município brasileiro localizado no estado de São Paulo, é um dos símbolos oficiais da cidade, a atual bandeira do município foi adotado oficialmente em 2007, pela câmara dos deputados, antes da atual bandeira, o município já teve outras bandeiras e brasões, o primeiro brasão e a primeira bandeira de Presidente Epitácio foram adotados de 14 de abril de 1959 a 1969, a segunda bandeira foi simbolo oficial até 2007, quando entrol em vigor a atual bandeira, juntamente com o atual brasão do município.

## Descrição
A Bandeira Municipal de Presidente Epitácio é de autoria do heraldista Arcinóe Antônio Peixoto de Faria, da Enciclopédia Heráldica Municipalista. A Bandeira Municipal tem as dimensões oficiais da Bandeira Nacional, ou seja, de 14 módulos de altura da tralha - parte onde está cosido um cabo para içamento -, por 20 módulos de comprimento do retângulo. Adota o estilo esquartelado, ou seja, dividida em quatro partes, com faixas diagonais que unem os cantos da Bandeira e se entrecruzam ao centro, e na interseção dessas faixas é aplicado um retângulo contendo o Brasão.